# Anton Neubauer
Anton Johann Neubauer (* 12. Juli 1842 in Liebenau, Kreis Marienwerder; † 14. Januar 1915 in Pelplin) war deutsch-polnischer katholischer Geistlicher und Mitglied des Deutschen Reichstags.

## Leben
Neubauer besuchte das Gymnasium in Kulm und studierte im bischöflichen Klerikal-Seminar in Pelplin und auf der Akademie in Münster. Er promovierte daselbst im Januar 1867 zum Lizentiaten der Theologie und wurde am 14. April 1867 zum Priester geweiht. Bis Oktober 1869 war er in der Seelsorge tätig und dann bis Oktober 1887 Professor, Spiritual und Subregens an dem bischöflichen Klerikal-Seminar der Diözese Kulm in Pelplin. Ab 1872 war er Prosynodal-Examinator und ab 1882 Domkapitular.
Von 1886 bis 1903 war er Mitglied des Preußischen Abgeordnetenhauses und von 1898 bis 1903 war er Mitglied des Deutschen Reichstags für den Reichstagswahlkreis Regierungsbezirk Danzig 5 (Berent, Preußisch Stargard, Dirschau) und die Polnische Fraktion.